# Albinaria torticollis
Albinaria torticollis is een slakkensoort uit de familie van de Clausiliidae. De wetenschappelijke naam van de soort is voor het eerst geldig gepubliceerd in 1801 door Olivier.